# Klippan (Gemeinde)
Koordinaten: 56° 8′ N, 13° 8′ O

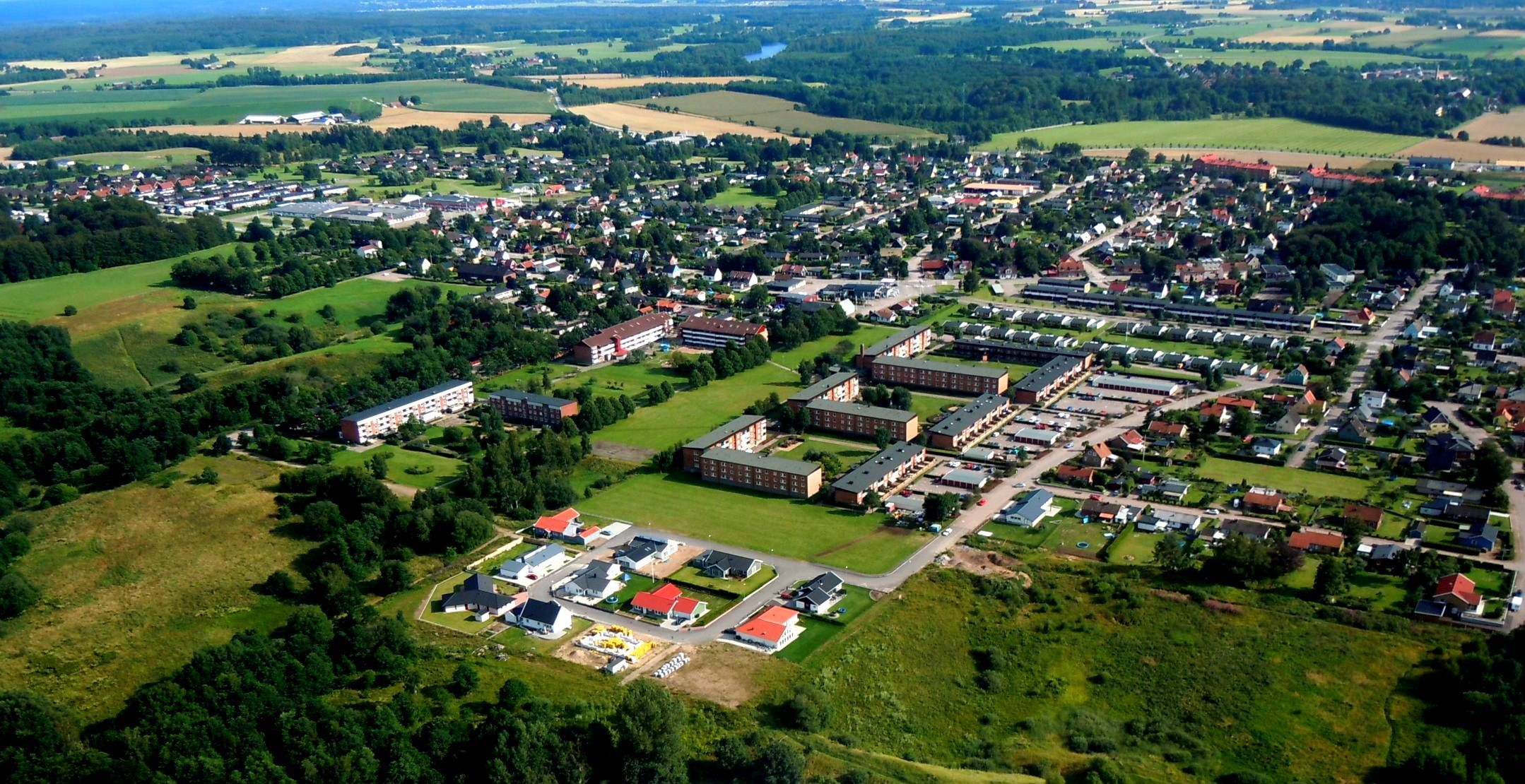
Klippan

Klippan ist eine Gemeinde (schwedisch kommun) in der schwedischen Provinz Skåne län und der historischen Provinz Schonen. Der Hauptort der Gemeinde ist Klippan.
Klippan ist außerdem Namensgeber für eines der bekanntesten Sofa-Modelle des schwedischen Möbelriesen Ikea.

## Geschichte
1573 begann in Klippan die Papierherstellung. Die Gemeinde wurde 1974 durch die Zusammenlegung der Gemeinde Riseberga mit Teilen der Gemeinde Östra Ljungby und der damaligen Gemeinde Klippan gebildet.

## Orte
Folgende Orte sind Ortschaften (tätorter):
- Klippan
- Klippans bruk
- Krika
- Ljungbyhed
- Östra Ljungby
- Stidsvig

## Persönlichkeiten
- Hedwig Bienkowski-Andersson (1904–1984), deutsche Essayistin und Schriftstellerin